# Appias ada
Appias ada is een vlindersoort uit de familie van de Pieridae (witjes), onderfamilie Pierinae.
Appias ada werd in 1781 beschreven door Stoll.